# Acosta (Monagas)
Acosta is een gemeente in de Venezolaanse staat Monagas. De gemeente telt 19.700 inwoners. De hoofdplaats is San Antonio de Capayacuar.